# (3955) Bruckner
(3955) Bruckner (1988 RF3) – planetoida z grupy pasa głównego asteroid okrążająca Słońce w ciągu 5,26 lat w średniej odległości 3,02 j.a. Odkryta 9 września 1988 roku.